# Josef Zinnbauer
Josef Zinnbauer (ur. 1 maja 1970 w Schwandorfie) – niemiecki piłkarz, a także trener.

## Kariera piłkarska
W swojej karierze Zinnbauer reprezentował barwy zespołów FV Wendelstein, SVG Göttingen 07, TSV Vestenbergsgreuth, SC 08 Bamberg, SpVgg Bayreuth, SSV Ulm 1846, Karlsruher SC, 1. FSV Mainz 05, SG Post/Süd Regensburg, SC Weismain, TSV Wendelstein oraz Henger SV. W sezonie 1994/1995 był zawodnikiem Karlsruher SC z Bundesligi, nie rozegrał w niej jednak żadnego spotkania. Natomiast w sezonie 1995/1996 jako gracz 1. FSV Mainz 05 wystąpił w 16 meczach 2. Bundesligi, w których zdobył 2 bramki. Były to jednak jedyne występy Zinnbauera na tym szczeblu. Resztę kariery spędził w klubach niższych klas rozgrywkowych.

## Kariera trenerska
Zinnbauer karierę szkoleniową rozpoczynał w amatorskich klubach SK Lauf, TSV Wendelstein oraz Henger SV. W latach 2005–2010 był szkoleniowcem klubu VfB Oldenburg i prowadził go w rozgrywkach Verbandsligi i Oberligi. Następnie był asystentem trenera w klubie Karlsruher SC i pełnił tam też funkcję skauta. W latach 2012–2014 prowadził również rezerwy KSC.
W połowie 2014 roku Zinnbauer objął stanowisko szkoleniowca rezerw Hamburgera SV. We wrześniu 2014 został trenerem pierwszej drużyny HSV, grającej w Bundeslidze. Zadebiutował w niej 20 września 2014 w meczu przeciwko Bayernowi Monachium (0:0). Zespół HSV poprowadził w 23 spotkaniach Bundesligi, z których 6 było wygranych, 6 zremisowanych i 11 przegranych. W marcu 2015 przestał być szkoleniowcem HSV.
W czerwcu 2015 Zinnabuer ponownie został trenerem rezerw HSV, a we wrześniu 2015 odszedł do szwajcarskiego FC St. Gallen. W sezonie 2015/2016 zajął z nim 7. miejsce w Swiss Super League. W maju 2017 został zwolniony z zajmowanej posady.